# Volontaire des armées en France
 (septembre 2018).
Le statut de volontaire dans les armées françaises concerne des Français et Françaises recrutés par contrat. Il ne doit pas être confondu avec le statut des engagés volontaires.
Institué par le décret no 98-782, du 1er septembre 1998 modifié par le décret no 2000-1253 du 20 décembre 2000 et par le décret no 2004-106 du 29 janvier 2004, il est régi depuis 2008 par le décret no 2008-955 du 12 septembre 2008 modifié. 
Le volontariat concerne les Français et les Françaises âgés de plus de 16 ans et de moins de 26 ans à la date du dépôt de la première demande. Les candidats doivent également remplir les conditions d'aptitude médicale, et avoir satisfait aux obligations de l'appel de préparation à la défense (APD). Les contrats de volontariat sont conclus pour une durée de 3 à 12 mois renouvelables jusqu'à une durée globale de cinq ans, voire six ans pour la gendarmerie uniquement.
Alors que l'ancien service national était fondé sur l'obligation, le volontariat traduit un choix personnel et le désir d'être utile à la communauté nationale. Il développe ainsi le sentiment d'appartenance à la nation et contribue pour le volontariat militaire, à la pérennité du lien entre l'armée et la jeunesse. 
Ces volontaires, garçons et filles, servent sous statut militaire. Les volontaires peuvent servir dans les unités des forces armées — régiments, bases aériennes, bâtiments de la Marine nationale, unités de la Gendarmerie nationale (brigade, escadron, groupements, régiments) — ou dans les unités de soutien.
Les volontaires des armées peuvent servir aux différents grades des militaires du rang ou bien au premier grade des officiers s'ils justifient d'un niveau de Bac+2 à Bac+5. Dans des cas bien particuliers, des volontaires militaires du rang peuvent accéder au premier grade des sous-officiers.
Les volontaires des armées ne doivent pas être confondus avec les Engagés Volontaires qui sont tous les autres militaires du rang (E.V.) -majoritaires, hors gendarmerie, cette force armée n'en ayant pas- ainsi qu'avec les sous-officiers (E.V.S.O.) en début de carrière qui n'ont pas encore le statut de Sous-Officier de Carrière (S.O.C.). De même, ils ne doivent pas être confondus avec les Officiers Sous-Contrats (O.S.C., "ex-ORSA", personnels officiers non de carrière avec recrutement différent de ces derniers) amenés à faire des carrières courtes, souvent de spécialistes, sans pensions à l'issue, au sein des forces armées.
Selon l'armée dans laquelle ils servent, les volontaires ont des dénominations différentes :

## Armée de terre
- VDAT (volontaire de l'Armée de terre) : militaire du rang et, issu de cette catégorie, sergent ou maréchal-des-logis (dénomination différente suivant l'Arme)
- VADAT (volontaire aspirant de l'Armée de terre) : officier

## Armée de l'air
- Volontaire militaire du rang : militaire du rang
- Volontaire aspirant : officier

## Marine nationale
- VE (volontaire équipage) : matelot
- VOA (volontaire officier aspirant) : officier
- OPNAV (opérations navigation) : matelot

## Armement
- VHN (volontaires de haut niveau) : officier (aspirants)[1]

## Gendarmerie nationale
- Gendarme adjoint volontaire : militaire du rang et, issu de cette catégorie, maréchal-des-logis[2]
- AGIV (aspirant de gendarmerie issu du volontariat) : officier[3]

## Service de santé des armées
- VSSA (volontaire du service de santé des armées) : militaire du rang et, issu de cette catégorie, sergent.
- VSSA-HN (volontaire du service de santé des armées de haut niveau) : officier